# Municipio de Warriors Mark
El municipio de Warriors Mark (en inglés: Warriors Mark Township) es un municipio ubicado en el condado de Huntingdon en el estado estadounidense de Pensilvania. En el año 2000 tenía una población de 1.635 habitantes y una densidad poblacional de 21.4 personas por km².

## Geografía
El municipio de Warriors Mark se encuentra ubicado en las coordenadas 40°42′30″N 78°06′59″O / 40.70833, -78.11639.

## Demografía
Según la Oficina del Censo en 2000 los ingresos medios por hogar en la localidad eran de $42,688 y los ingresos medios por familia eran de $49,125. Los hombres tenían unos ingresos medios de $31,818 frente a los $25,000 para las mujeres. La renta per cápita de la localidad era de $18,362. Alrededor del 7% de la población estaba por debajo del umbral de pobreza.